# Sitarobrachys
Sitarobrachys là một chi bọ cánh cứng trong họ Meloidae.
Chi này được miêu tả khoa học năm 1883 bởi Reitter.

## Các loài
Chi này gồm các loài:
- Sitarobrachys thoracica (Kraatz, 1862)